# 鈴木弘子
鈴木 弘子（すずき ひろこ、1944年2月10日 - ）は、日本の女優、声優。山形県出身。賢プロダクション所属。

## 略歴
1952年、小学2年生の時にNHK東京放送児童劇団へ1期生で入団。ラジオドラマ『家なき子』でデビューし、中学3年生まで同劇団に所属。NHKを中心に活動し、劇団風の会にも所属。
以前からフランスの文学や映画が好きであり、高校生からはフランス語の教師を目指し青山学院大学仏文科へ進学。だが在学中、NHKプロデューサーの勧めで1966年7月に放送されたフランス映画『河は呼んでいる』の吹き替えへ出演したことを機に、卒業後は声の仕事を本格化。
キャリア初期はテレビドラマのヒロイン役やバラエティ番組などの司会、ラジオDJなど芸能界全般で幅広く活動していたが、声だけの演技の奥深さや集中力、緊張感に惹かれ、本人曰く「流されるように声の仕事をやっていくようになった」とのこと。1968年から2003年頃までは東京俳優生活協同組合に所属していた。
2011年、第5回声優アワード功労賞を受賞。近年も現役で活動する一方で、声優養成所で後進の育成にもあたっている。

## 人物
声種はメゾソプラノ。方言は山形弁。
1970年代から1980年代は外国女優の吹き替えを独壇場といわれるほど多く担当。また、ジャクリーン・ビセットの吹き替えの大半を務めている。
私生活では“恋多き女”という噂があったといい、ある時には渡仏した結婚相手を追いかけレギュラー出演作7、8本を放棄したことがある。帰国後は「もうこの業界に足を向けられない」と思うも、あるディレクターが「その経験が声の演技にどう生きてくるのか知りたい」と声をかけてくれたため復帰できたという。鈴木はこの一件を後に「自分と彼しか見えなくなる感情を知った映画モドキの事件」としており、復帰に導いた当時のスタッフの度量の大きさには感謝しきれないという。
思い出深い出演作に『遙か群衆を離れて』の吹き替えを挙げている。
特技は油絵。免許は普通自動車免許。

## 出演
太字はメインキャラクター。

### 吹き替え

#### 担当女優
アマンダ・タッピング
- スターゲイト・シリーズ（サマンサ・カーター）
  - スターゲイト SG-1（不明）
  - スターゲイト アトランティス（2007年−2010年）

アリ・マッグロー
- さよならコロンバス（1975年、ブレンダ・パティンキン）※ 東京12ch版
- ゲッタウェイ（1978年、キャロル・エインズリー・マッコイ）※フジテレビ版
- コンボイ（1980年、メリッサ）※テレビ朝日版
- ゲッタウェイ（1982年、キャロル・エインズリー・マッコイ）※テレビ朝日版
- 戦争の嵐（1983年、ナタリー・ジャストロウ）※テレビ朝日版

ヴェラ・マイルズ
- サイコ（1975年、ライラ・クレイン）※フジテレビ版
- サイコ（1983年、ライラ・クレイン）※TBS版

ヴェロニカ・カートライト
- エイリアン（1980年、ランバート）※フジテレビ版
- エイリアン（1981年、ランバート）※LD版

エリザベス・テイラー
- 陽のあたる場所（1969年、アンジェラ・ヴィッカース）※ 東京12ch版
- 陽のあたる場所（1975年、アンジェラ・ヴィッカース）※ TBS版

カトリーヌ・ドヌーヴ
- 終電車（1985年、マリオン・シュタイナー）※フジテレビ版
- ポーラX（2000年、マリー）※ソフト版
- ダンサー・イン・ザ・ダーク（2001年、キャシー）※ソフト版
- ヤング・ブラッド（2002年、フランス王妃）
- 8人の女たち（2003年、ギャビー）※ソフト版
- 逢いたくて（2004年、ファネット）※ソフト版
- ストーン・カウンシル（2007年、シビル）※ソフト版
- 神様メール（2016年、マルティーヌ）※ソフト版
- しあわせの雨傘（2019年、スザンヌ）※ソフト版

キャサリン・オハラ
- ホーム・アローン・シリーズ（ケイト・マカリスター） 
  - ホーム・アローン（1994年）※フジテレビ版
  - ホーム・アローン2（1997年）※フジテレビ版

キャサリン・ヒックス
- がんばれ!ベアーズ（1979年 − 1980年、エミリー・ラパント校長）※日本テレビ版
- 伝説のマリリン・モンロー（1984年、マリリン・モンロー）※TBS版

キャサリン・ロス
- スウォーム（1980年、ヘレナ・アンダーソン大尉）※テレビ朝日版
- 明日に向って撃て!（1981年、エッタ・プレース）※LD版
- レガシー（1981年、マーガレット・ウォルシュ）※TBS版
- ファイナル・カウントダウン（1987年、ローレル・スコット）※テレビ朝日版

キャロル・ベイカー
- 大いなる西部（1973年、パトリシア・テリル）※NET旧版
- シャイアン（1974年、デボラ・ライト）※NET版
- ジャイアンツ（1974年、ラズ2世）※NET版
- 大いなる野望（1976年、リナ・マーロウ・コード）※東京12ch版
- 大いなる西部（1976年、パトリシア・テリル）※NET新版

キャロル・リンレイ
- バニー・レークは行方不明（1971年、アン・レイク）※NET版
- ポセイドン・アドベンチャー（1976年、ノニー・パリー）※TBS版
- 大洪水（1978年、アビー）※フジテレビ版

キャンディス・バーゲン
- パリのめぐり逢い（1974年、キャンディス）※NET版
- ソルジャーブルー（1976年、クレスタ）※フジテレビ版
- さらば荒野（1977年、メリッサ・ルーガー）※TBS版
- …YOU…（1978年、ジャン）※フジテレビ版
- 新・おしゃれ泥棒（1980年、マレン）※東京12ch版
- 愛の狩人（1981年、スーザン）※LD版
- 砲艦サンパブロ（1982年、シャーリー・エッカート）※LD版
- ガンジー（1987年、マーガレット・バーク＝ホワイト）※フジテレビ版
- ハッピー・フライト（2004年、サリー・ウェストン）※ソフト版
- セイブ・ザ・ワールド（2004年、ジュディ・トバイアス）※ソフト版

グレース・ケリー
- ダイヤルMを廻せ!（1984年、マーゴ）※TBS版
- 裏窓（1984年、リザ・フレモント）※機内上映版

クロディーヌ・ロンジェ
- 要塞攻略戦（1973年、マリアンヌ・ベルテーヌ）※NET版
- パーティ（1975年、ミッシェル・モネ）※NET版

サラ・ダグラス
- キング・オブ・デストロイヤー/コナンPART2（1988年、女王タラミス）※TBS版
- V（1989年、パメラ）※日本テレビ版

サリー・フィールド
- ソープディッシュ（1992年、セレステ・タルバート）※ソフト版
- フォレスト・ガンプ/一期一会（2000年、ミセス・ガンプ）※フジテレビ版

シガニー・ウィーバー
- エイリアン2（1988年、エレン・リプリー）※TBS版
- ゴーストバスターズ（1989年、デイナ・バレット）※テレビ朝日版
- 愛は霧のかなたに（1990年、ダイアン・フォッシー）※ソフト版

ジャクリーン・ビセット
- おかしなおかしな大冒険（1977年、タチアナ/クリスティーン）※フジテレビ版
- ザ・ディープ（1978年、ゲイル・バーク）※機内上映版
- オリエント急行殺人事件（1980年、エレナ・アンドレニイ伯爵夫人）※テレビ朝日版
- ロイ・ビーン（1981年、ローズ）※フジテレビ版
- 大空港（1981年、グエン・メイフェン）※テレビ朝日版
- 料理長殿、ご用心（1982年、ナターシャ・オブライエン）※フジテレビ版
- セント・アイブス（1982年、ジャネット・ホイッスラー）※フジテレビ版
- 世界崩壊の序曲（1984年、ケイ・カービー）※テレビ朝日版
- 料理長殿、ご用心（1985年、ナターシャ・オブライエン）※テレビ朝日版
- セント・アイブス（1986年、ジャネット・ホイッスラー）※テレビ朝日版
- 蘭の女（1992年、クラウディア・デニス）※テレビ朝日版
- ドミノ（2006年、ポーリーン・ストーン）※ソフト版
- リゾーリ&アイルズ ヒロインたちの捜査線（2011年−2012年、コンスタンス・アイルズ）
- 甘い暴走（不明、ヴィッキー・カートライト）
- クリスチーヌの性愛記（不明、クリスティーン・アダムズ）

シャーリー・マクレーン
- 青い目の蝶々さん（1973年、ルーシー・デル）※フジテレビ版
- 真昼の死闘（1978年、サラ）※東京12ch版
- 夕べの星（1998年、オーロラ・グリーンウェイ）※ソフト版

ジュヌヴィエーヴ・ビュジョルド
- カリブの嵐（1984年、ジェーン・バーネット）※テレビ朝日版
- 1000日のアン（1976年、アン・ブーリン）※NET版
- ピノキオ（1997年、レオーナ）※ソフト版

ジュリー・アダムス
- 全艦発進せよ（1973年、ネイディーン・マクダガル）※フジテレビ版
- ミシシッピの賭博師（1973年、アン・コナント）※フジテレビ版

ジュリー・クリスティ
- 遥か群集を離れて（1975年、バスシェバ・エヴァーデン）※NET版
- ドクトル・ジバゴ（1983年、ラーラ）※テレビ朝日版
- 天国から来たチャンピオン（1983年、ベティ・ローガン）※テレビ朝日版
- シャンプー（1987年、ジャッキー）※TBS版
- ドラゴンハート（1999年、アイリン）※日本テレビ版

ジュリー・ソマーズ
- 警部マクロード ※NHK版
  - 第9話『顔のない肖像』(1975年、ジェニー・タナキル）
  - 第28話『騎馬警官隊大奮戦』(1975年、ミルドレッド・クロース巡査）

ジョーン・コリンズ
- ピラミッド（1977年、ネリファ）※フジテレビ版
- ホテル・バビロン ※NHK版
  - 第7話『盗む理由』（2009年、イモージェン・パットン）

ダイアン・キートン
- ゴッドファーザー・シリーズ（ケイ・アダムス・コルレオーネ） 
  - ゴッドファーザー（1976年）※日本テレビ版
  - ゴッドファーザー PART II（1980年）※日本テレビ版
  - ゴッドファーザー PART III（1991年）※ソフト版
  - ゴッドファーザー PART III（1994年）※フジテレビ版

- マイ・ルーム（1997年、ベッシー）※ソフト版
- ワンダフル・ファミリー/ベイビー・トーク3（1998年、ダフネ）※フジテレビ版
- フォルテ（2002年、エリー）※ソフト版
- クロスオーバー ふたりの女（2005年、ビヴァリー・ロウリー）※NHK版

ダニエラ・ビアンキ
- 007/危機一発（1975年、タチアナ・ロマノヴァ）※TBS旧版
- 007/危機一発 （1976年、タチアナ・ロマノヴァ）※TBS新版

パーシス・カンバッタ
- スタートレック（1984年、アイリーア）※テレビ朝日版
- メガフォース（1986年、ツアラ ）※テレビ朝日版

バーバラ・ストック
- こちらブルームーン探偵社 ※NHK版
  - 第4話『人気DJのスキャンダル』（1986年、ローラ・ボイド）

- ナイトライダー ※テレビ朝日版
  - 第43話『強敵！赤い殺人カー』（1986年、マーゴ・シェリダン）

バーバラ・バブコック
- ジェシカおばさんの事件簿 ※NHK版
  - 第16話『探偵はタフなやつ』（1988年、プリシラ・ダニエルズ）
  - 第43話『仮面祭りの悪いやつ』（1988年、ロザリン・ガードナー）

バーブラ・ストライサンド
- おかしなおかしな大追跡（1981年、ジュディ・マクスウェル）※テレビ朝日版
- メーン・イベント（1985年、ヒラリー・クレイマー）※テレビ朝日版

ピア・アンジェリ
- 僕はツイてる（1969年、セレナ・ガリーニ）※NHK版
- 三つの恋の物語（1976年、ニーナ・ブルクハルト）※NHK版

ブリジット・バルドー
- 裸で御免なさい（1972年、アグネス・デュモン）※フジテレビ版
- この神聖なお転婆娘（不明、ブリジット・ラトゥール）

ブリット・エクランド
- 紳士泥棒 大ゴールデン作戦（1974年、ジーナ・ロマンティカ）※NET版
- 警部マクロード ※NHK版
  - 第16話『はだしのスチュワーデス』(1975年、ビッキー・エリックソン）
  - 第43話『モスクワ公演始末記』(1977年、タチアナ・クラスナビアン）

ペルニラ・アウグスト
- スター・ウォーズ・シリーズ（シミ・スカイウォーカー）
  - スター・ウォーズ エピソード1/ファントム・メナス（2000年）※ソフト版
  - スター・ウォーズ エピソード2/クローンの攻撃（2002年）※ソフト版

マーサ・スチュワート
- マーサ・スチュワート・リビング（本人）
- マーサ!（本人）
- メン・イン・ブラック2（2002年、本人）※劇場公開版
- バッド・ママ（2016年、本人役）

マリアンヌ・マックアンドリュー
- ハロー・ドーリー!（1979年、アイリーン・マロイ）※TBS版
- ハロー・ドーリー!（1986年、アイリーン・マロイ）※LD版

ミミ・ロジャース
- 誰かに見られてる（1987年、クレア・グレゴリー）※機内上映版
- オースティン・パワーズ（1999年、ミス・ケンジントン）※ソフト版

メリル・ストリープ
- めぐりあう時間たち（2003年、クラリッサ）※ソフト版
- アダプテーション（2004年、スーザン・オーリアン）※ソフト版
- ジュリー&ジュリア（2010年、ジュリア・チャイルド）※ソフト版
- ギヴァー 記憶を注ぐ者（2016年、主席長老）※ソフト版
- ガーディアン・ブラザーズ -小門神-（2017年、ナレーター）

リー・レミック
- 殺しの接吻（1975年、ケイト・パーマー）※東京12ch版
- ミストラルの娘（1990年、ケイト・ブラウニング）※NHK版

リンゼイ・クローズ
- 新・刑事コロンボ ※日本テレビ版
  - 第3話『幻の娼婦』（1993年、ジョーン・アレンビー）

- ER緊急救命室 ※NHK版
  - 第40話『ベビーシャワー』（1997年、アンナ・キャスティグリオーニ医師）

リンダ・ハミルトン
- キングコング2（1986年、エイミー・フランクリン）※劇場公開版
- ブラックライダー（1988年、ニーナ）※テレビ朝日版

ロミー・シュナイダー
- 夕なぎ（1980年、ロザリー）※テレビ朝日版
- ルートヴィヒ（1983年、エリーザベト）※KTV版
- 恋ひとすじに（不明、クリスティーネ・ヴァイリンク）

#### 映画
時期不明
- 唇からナイフ（モデスティ・ブレイズ〈モニカ・ヴィッティ〉）

1966年
- 河は呼んでいる（オルタンス〈パスカル・オードレ〉）※NHK版

1967年
- 百万長者と結婚する方法（ロコ・デンプシー〈ベティ・グレイブル〉）※NET版

1968年
- 渚にて　※NET版
- SOSタイタニック/忘れえぬ夜（リズ・ルーカス夫人〈オナー・ブラックマン〉）※NHK版

1969年
- 親指トム（森の女王〈ジューン・ソーバーン〉）※NHK版
- 慕情 ※NET版
- 地獄と高潮（ドニイズ・モンテル〈ベラ・ダルヴィ〉）※TBS版

1970年
- 足ながおじさん（リンダ・ペンドルトン〈テリー・ムーア〉）※TBS版
- 馬上の二人（マーティ・パーセル〈シャーリー・ジョーンズ〉）※TBS版

1971年
- 生きる歓び（フランカ・フォッサーティ〈バルバラ・ラス〉）※NHK版
- エルマー・ガントリー/魅せられた男（シスター・レイチェル〈パティ・ペイジ〉）※NET版
- 長く熱い夜 ※NET版
- 電撃フリント・アタック作戦（リサ〈ジーン・ヘイル〉）※東京12ch版
- ロリータ（ロリータ〈スー・リオン〉）※東京12ch版

1972年
- 怪奇!魅惑の魔女（シャンテル〈ダイアン・クレア〉）※フジテレビ版
- パーマーの危機脱出（サマンサ・スティール〈エヴァ・レンツィ〉）※東京12ch版
- 幸福への招待（フランソワーズ・ノブレ〈フランソワーズ・アルヌール〉）※フジテレビ版

1973年
- 悪魔のようなあなた（クリスチアヌ〈センタ・バーガー〉※NET版
- リオ・ブラボー（フェザーズ〈アンジー・ディキンソン〉）※フジテレビ版
- ながれ者（オラリー・マクデイド〈サラ・シェイン〉）※TBS版
- さすらいのガンマン（バーバラ〈フランカ・ポルセッロ〉）※NET版
- 将軍たちの夜  ※NET版
- 吸血狼男（クリスティナ・フェルナンド〈キャサリン・フェラー〉）※フジテレビ版
- 動く標的（ミランダ・サンプソン〈パメラ・ティフィン〉）※NET版
- ミクロの決死圏（コーラ・ピーターソン〈ラクエル・ウェルチ〉）※東京12ch版
- 大西部への道（アマンダ・マック〈キャサリン・ジャスティス〉）※NET版
- キング・オブ・キングス（サロメ〈ブリジット・バズレン〉）※NET版

1974年
- 底抜けいいカモ（エレン・ベッツ〈アイナ・バリン〉）※東京12ch版
- トパーズ（ファニタ・デ・コルドバ〈カリン・ドール〉）※フジテレビ版
- ベン・ハー（エスター〈ハイヤ・ハラリート）※フジテレビ版
- アンドロメダ…（カレン・アンソン〈ポーラ・ケリー〉）※NET版

1975年
- おかしなおかしなおかしな世界（モニカ・クランプ〈エディ・アダムス〉）※NET版
- 真夜中のカーボーイ（シャーリー〈ブレンダ・ヴァッカロ〉）※NET版
- サムライ（ヴァレリー〈カティ・ロシェ〉）※NET版
- チザム（サリー・チザム〈パメラ・マクマイラー〉）※NET版
- 暗く長い夜（エレン・オガサー〈スカイ・オーブリー〉）※NHK版
- 駅馬車（ルーシー・マロリー〈ルイーズ・プラット〉）※NET版

1976年
- 冒険者たち（レティシア〈ジョアンナ・シムカス〉）※TBS版
- 狼の館（ジョセフィン・ペースフット〈ジョアンナ・ペティット〉）※フジテレビ版
- 誇り高き戦場（アナベル・ライス〈キャスリン・ヘイズ〉）※フジテレビ版
- 高校教師（ヴァニーナ・アバティ〈ソニア・ペトローヴァ〉）※NET版

1977年
- コマンチェロ（ピラー・グレイル〈アイナ・バリン〉）※NET版
- 真昼の衝動（サンディー〈フェイ・ダナウェイ〉）※テレビ朝日版
- エアポート'75（ナンシー・プライア〈カレン・ブラック〉）※フジテレビ版

1978年
- 荒野の七人・真昼の決闘（ローリー・ガン〈ステファニー・パワーズ〉）※TBS版
- センチュリアン（ローリー〈ロザリンド・キャッシュ〉）※テレビ朝日版
- シンシナティ・キッド（メルバ〈アン＝マーグレット〉）※フジテレビ版
- サムライ（ジャーヌ〈ナタリー・ドロン〉）※東京12ch版

1979年
- ジャイアント・スパイダー/大襲来（イヴ〈レスリー・パリッシュ〉）※フジテレビ版
- 最後の絞殺魔 ブロンド美女謎の猟奇連続殺人（ジェニファー・ランドール〈シェリー・ジャクソン〉）※東京12ch版
- 真説フランケンシュタイン（エリザベス・ファンショー〈ニコラ・パジェット〉）※フジテレビ版
- 吸血鬼ブラキュラ（ティナ・ウィリアムズ / ルーパ〈ヴォネッタ・マギー〉）※テレビ朝日版

1980年
- 悪魔の沼（フェイ〈マリリン・バーンズ〉）※日本テレビ版
- 怪奇!吸血人間スネーク（クリスティーナ・ストーナー〈ヘザー・メンジース〉）※テレビ朝日版
- ハリーとトント（ジンジャー〈メラニー・メイロン〉）※テレビ朝日版
- フロント・ページ（ペギー・グラント〈スーザン・サランドン〉） ※フジテレビ版
- ジュリア（少女時代のジュリア〈リサ・ペリカン〉）※フジテレビ版

1981年
- 疑惑の影（チャーリー・ニュートン〈テレサ・ライト〉）※テレビ朝日版
- ストリートファイター（ルーシー・シンプソン〈ジル・アイアランド〉）※テレビ朝日版

1982年
- ドリトル先生不思議な旅（エマ・フェアファックス〈サマンサ・エッガー〉）※LD版
- 踊る大紐育（アイヴィ・スミス〈ヴェラ＝エレン〉）※テレビ朝日版
- ペーパー・ムーン（トリクシー・デライト〈マデリーン・カーン〉）※テレビ朝日版
- 天才悪魔フー・マンチュー（アリス〈ヘレン・ミレン〉）※TBS版
- ドラキュラ（ルーシー・スワード〈ケイト・ネリガン〉）※テレビ朝日版

1983年
- 宇宙清掃株式会社 サルベージ・ワン (メル・スローザー〈トリッシュ・スチュワート〉）※テレビ朝日版

1985年
- チェーン・リアクション（カーメル〈アーナ＝マリア・ウィンチェスター〉）※テレビ朝日版
- クレイマー、クレイマー（マーガレット・フェルプス〈ジェーン・アレクサンダー〉）※日本テレビ版
- ネバーセイ・ネバーアゲイン（ファティマ〈バーバラ・カレラ〉）※フジテレビ版
- スーパーマンIII/電子の要塞（ラナ・ラング〈アネット・オトゥール〉）※テレビ朝日版

1986年
- 風と共に去りぬ（スカーレット・オハラ〈ヴィヴィアン・リー〉）※JAL機内上映版
- クジョー（ドナ・トレントン〈ディー・ウォレス〉）※TBS版
- スフィンクス（エリカ〈レスリー＝アン・ダウン〉）※テレビ朝日版
- 猫（カシア〈ゲイル・ハニカット〉）※TBS版

1987年
- 絆（ニーナ〈スヴェトラーナ・クリュチコーワ〉）※NHK版
- 個人授業（テリー・グリーン〈カレン・ケイ〉）※テレビ朝日版
- スキャナーズ（キム・オブレスト〈ジェニファー・オニール〉）※日本テレビ版
- 針の眼（ルーシー・ローズ〈ケイト・ネリガン〉）※テレビ朝日版

1988年
- ファニーとアレクサンデル（エミリー・エクダール〈エヴァ・フレーリング〉）※テレビ朝日版
- ダブルボーダー（サリタ・シスネロス〈マリア・コンチータ・アロンゾ〉）※フジテレビ版
- リトル・プリンス（エロル夫人〈コニー・ブース〉）※NHK版
- 黒馬物語（マリー・ハッケンシュミット〈ウシ・グラース〉）※ソフト版
- ロボコップ（アン・ルイス〈ナンシー・アレン〉）※ソフト版

1989年
- マック（ジャネット・クルーズ〈クリスティーン・エバーソール〉）※JAL機内上映版
- エマニュエル（シルビア / エマニュエル〈シルビア・クリステル〉）※テレビ朝日版

1990年
- デューン/砂の惑星（レディ・ジェシカ〈フランチェスカ・アニス〉）※テレビ朝日版
- ロードハウス/孤独の街（エリザベス・クレイ〈ケリー・リンチ〉）※ソフト版
- ミクロキッズ（ダイアン・ザリンスキー〈マーシャ・ストラスマン〉）※ソフト版

1991年
- ザ・フライ2 二世誕生（ジェーンウェイ〈アン・マリー・リー〉）※テレビ朝日版
- バトルガンM‐16（カレン・シェルドン〈ケイ・レンツ〉）※テレビ朝日版
- シザーハンズ（ペグ〈ダイアン・ウィースト〉）※ソフト版
- 愛は永遠に（マリリン〈クリスティーン・ラーティ〉） ※NHK版
- 3人のゴースト（グレイス〈アルフレ・ウッダード〉）※フジテレビ版

1993年
- ザ・パッケージ/暴かれた陰謀（アイリーン・ギャラガー〈ジョアンナ・キャシディ〉）※TBS版
- シンドバッド虎の目大冒険（ゼノビア〈マーガレット・ホワイティング〉）※テレビ朝日版

1994年
- プワゾンの香り（ローザン・フィッシャー〈リンダ・ダーロウ〉）※NHK版

1995年
- ターミナルフォース/叛逆のサイバーコップ（ペンドルトン市長〈エリン・グレイ〉）※ソフト版

1998年
- ジャッカルの日（モンペリエ男爵夫人〈デルフィーヌ・セイリグ〉）※テレビ東京版

1999年
- ジキル博士はミス・ハイド（バーバラ〈シア・ヴィデール〉）※フジテレビ版

2000年
- タイムトラベラー きのうから来た恋人（ヘレン・ウェバー〈シシー・スペイセク〉）※ソフト版
- ニュー・シネマ・パラダイス（エレナ〈中年期〉〈ブリジット・フォッセー〉）※ソフト版
- TAXi（カミーユ・クータン＝ケルバレック〈マヌエラ・グーレリ〉）※フジテレビ版
- 氷の接吻（ヒラリー〈k.d.ラング〉）※ソフト版
- ジングル・オール・ザ・ウェイ（リズ〈リタ・ウィルソン〉）※フジテレビ版
- オール・アバウト・マイ・マザー（ウマ・ロッホ〈マリサ・パレデス〉）※ソフト版

2001年
- ニコラスの贈りもの（アンナ〈アニタ・ザガリア〉）※ソフト版
- アフターショック/ニューヨーク大地震（ドリ・ソレル〈シャロン・ローレンス〉）※フジテレビ版
- 追撃者（グロリア・カーター〈ミランダ・リチャードソン〉）※ソフト版
- タイタニック（ルース・デウィット・ブカター〈フランシス・フィッシャー〉）※フジテレビ版、日本テレビ版
- キャッツ & ドッグス（ソフィー〈ミリアム・マーゴリーズ〉）※劇場公開版
- ベティ・サイズモア（エレン〈ハリエット・サンソム・ハリス〉）※ソフト版
- クレイドル・ウィル・ロック（ラグランジュ伯爵夫人〈ヴァネッサ・レッドグレイヴ〉）※ソフト版

2002年
- グリーンマイル（メリンダ〈パトリシア・クラークソン〉）※フジテレビ版
- バルト 新たなる旅立ち（アナイユ〈モナエ・マイケル〉）※ソフト版

2003年
- アイリス（アイリス・マードック〈ジュディ・デンチ〉）※ソフト版
- ニック・オブ・タイム（エレノア・グラント州知事〈マーシャ・メイソン〉）※日本テレビ版
- アメリカン・ガン（アン・ティルマン〈バーバラ・ベイン〉）※ソフト版

2004年
- 永遠のマリア・カラス（マリア・カラス〈ファニー・アルダン〉）※ソフト版

2007年
- レディ・イン・ザ・ウォーター（ベル夫人〈メアリー・ベス・ハート〉）※ソフト版

2008年
- ダージリン急行（パトリシア〈アンジェリカ・ヒューストン〉）※ソフト版

2016年
- BFG: ビッグ・フレンドリー・ジャイアント（女王〈ペネロープ・ウィルトン〉）※劇場公開版

2017年
- 夜が明けるまで（アディー〈ジェーン・フォンダ〉）

#### ドラマ
時期不明
- コンバット!
- 私立探偵マグナム　※テレビ東京版
  - 第24話『イギリスから来た女』（ジェニファー・チャップマン〈デヴォン・エリクソン〉）

- 0011ナポレオン・ソロ 第69話（クリスティン）

1966年
- 密林王国ダクタリ/猛獣先生 　(ローラ〈シェリル・ミラー〉）※NET版
- ギリガン君SOS（1966年−1967年、メアリー・アン〈ドーン・ウェルズ〉）※日本テレビ版

1968年
- キャプテン・スカーレット（シンフォニー・エンジェル〈ジャンナ・ヒル〉）※TBS版
- スパイ大作戦 ※フジテレビ版
  - 第53話『恐怖のリモートコントロール』（研究所の看護婦）

1969年
- 宇宙大作戦  ※日本テレビ版
  - 第15話『おかしなおかしな遊園惑星』（テラー〈バーバラ・バルダヴィン〉）
  - 第21話『ベータ・スリーの独裁者』（トゥーラ〈ブリオニ・ファレル〉）
  - 第27話『二つの宇宙』（シャーリーン・マスターズ中尉〈ジャネット・マクラクラン〉）

1971年
- スパイ大作戦　※フジテレビ版
  - 第111話『"怪物"粉砕作戦』（ノブ・ケレム〈ヘレン・フナイ〉）

1972年
- スパイ大作戦（1972年 − 1973年、リサ・ケイシー〈リンダ・デイ・ジョージ〉）※フジテレビ版

1973年
- プロテクター電光石火 ※日本テレビ版
  - 第13話『白い粉の恐怖』（スーザン・クレジットン〈マーガレット・リー〉）

- 刑事コロンボ ※NHK版
  - 第5話『ホリスター将軍のコレクション』（ヘレン・スチュワート〈スザンヌ・プレシェット〉）

- 鬼警部アイアンサイド（1973年−1975年、フラン・ベルディング巡査〈エリザベス・バウアー〉）※TBS版

1977年
- スペース1999　※TBS版
  - 第16話『月が二つに分れる時』（レジーナ・ケッセラン〈ジュディ・ギーソン〉）

- ルーツ（アイリーン・ハーヴェイ〈リン・ムーディ〉）※テレビ朝日版

1978年
- 刑事スタスキー&ハッチ  ※TBS版
  - 第12話『波止場の狼をやっつけろ』（ナンシー・ブレイク〈シーラ・ラーケン〉）
  - 第14話『恐怖の人質！真夜中のレストランジャック』（テレサ・デフスト〈ジェス・ウォルトン〉）

1979年
- マッコイと野郎ども ※NHK版
  - 第4話『悪党は泣け』（ブレンダ・ブルックス〈バーナデット・ピーターズ〉）

- ルーツ2（エリザベス・ハーヴェイ〈デビ・モーガン〉）※テレビ朝日版

1987年
- 特攻野郎Aチーム ※テレビ朝日版
  - 第39話『大アマゾンの秘宝（前編）』（ボビー・カルディナ〈マルタ・デュボワ〉）

- 頑固じいさん孫3人（1987年−1989年、ジェシー・ウィザースプーン〈ディードル・ホール〉）※NHK版
- ナイトライダー ※テレビ朝日版　
  - 第64話『暗躍！謎の忍者軍団・超高温ビーム砲の恐怖!!』（ヴァネッサ・サットン博士〈ヴィクトリア・バス〉）

1988年
- ナイトライダー ※テレビ朝日版
  - 第69話『無敵装甲車ジャガーノート』（ジェニファー・ナイト〈メアリー・ケイト・マクギーハン〉）

1989年
- アルフ（1989年−1991年、ジョディ〈アンドレア・コベル〉）※NHK版
- モンスターズ ※ソフト版
  - 第21話『自分そっくりの悪魔』（フィオナ・フリン〈エイドリアン・バーボー〉）

- おしどり探偵 ※NHK版 
  - 第10話『かくれ造幣局の謎』（マルガリート・レイドロー〈キャロル・ルソー〉

1990年
- 名探偵ポワロ ※NHK版
  - 第2話『ミューズ街の殺人』（ビルジニー・メナール〈ジュリエット・モール〉）

- ファミリータイズ（1990年−1991年、エリス・キートン〈メレディス・バクスター〉）※ソフト版
- 素晴らしき日々（1990年−1995年、ノーマ・アーノルド〈アーレイ・ミルズ〉）※NHK版
- ルーツ（キジー〈レスリー・アガムズ〉、ビンタ〈シシリー・タイソン〉）※ソフト版

1991年
- 新スパイ大作戦　※日本テレビ版
  - 第10話『王家の謎』（ミッシェル・フォークナー〈ダイアン・クレイグ〉）
  - 第17話『殺人鬼ジム・フェルプス』

1993年
- 名探偵ポワロ ※NHK版
  - 第33話『愛国殺人』（ヘレン・モントレザー / ガーダ〈ジョアンナ・フィリップス＝レイン〉）
  - 第39話『チョコレートの箱』（ビルジニー・メナール〈アンナ・チャンセラー〉）

1996年
- 新アウターリミッツ ※WOWOW版
  - 第32話『予期せぬメッセージ』（ナンシー・マクドナルド宇宙局局長〈ボニー・ベデリア〉）

1997年
- 悲劇の大統領リンカーン（メアリー・トッド・リンカーン〈メアリー・タイラー・ムーア〉）※NHK版

1999年
- 新・刑事コロンボ ※日本テレビ版
  - 第64話『死を呼ぶジグソー』（ジェラルディーン・ファーガスン〈シーラ・ダニーズ〉）

2001年
- アリー my Love ※NHK版
  - 第65話『出会いの予感』（ロバータ・キトルソン判事〈ホランド・テイラー〉）

- チャームド 〜魔女3姉妹〜 ※NHK版
  - 第9話『過去からの魔女』（メリンダ・ウォーレン〈タイラー・レイトン〉）

- ER緊急救命室 ※NHK版
  - 第124話『ドミノ・ハート』（ルイーズ・ダフィー〈ダイアン・ベイカー〉）

2003年
- アリー my Love ※NHK版
  - 第100話『100粒の涙』（マリー・ホール〈ロミー・ローズモント〉）

- ダイノトピア（オリアーナ〈ジェラルディン・チャップリン〉）※ソフト版

2004年
- チャームド 〜魔女3姉妹〜（ジュリー〈デボラ・ケルナー〉）※NHK版
- ER緊急救命室 （2004年 − 2005年、ジリアン〈シモーヌ＝エリース・ジラール〉）※NHK版

2005年
- パパにはヒ・ミ・ツ（ティナ〈コニー・スティーブンス〉）※NHK版

2006年
- プリズン・ブレイク（2006年−2007年、キャロライン・レイノルズ〈パトリシア・ウェティグ〉）
- ER緊急救命室  ※NHK版
  - 第244話『愛の決意』（ファビアン・エルモント〈スーザン・モンクール〉）

- 名探偵ポワロ ※NHK版
  - 第54話『青列車の秘密』（タンプリン夫人〈リンジー・ダンカン〉）

2008年
- デスパレートな妻たち（2008年−2012年、ステラ・ウィングフィールド〈ポリー・バーゲン〉）※NHK版

2014年
- エレメンタリー ホームズ&ワトソン in NY
- グッド・ワイフ（2014年−2017年、ヴェロニカ・ロイ〈ストッカード・チャニング〉）※NHK版
- スーパーナチュラル
  - 第189話『ジョシーの過去』（ジュリア・ウィルキンソン〈ジェニー・オハラ〉）

#### アニメ
1971年
- ドラドラ子猫とチャカチャカ娘（サンデー〈シェリー・アルバローニ〉） ※NET版

1973年
- ミクロ決死隊（ミス・フラワー〈ジェーン・ウェッブ〉）※NHK版

#### 人形劇
時期不明
- セサミストリート（日本語解説）※NHK版

### テレビアニメ
1968年
- サイボーグ009（第1作）（003）

1969年
- アタックNo.1
- 佐武と市捕物控

1970年
- 赤き血のイレブン

1972年
- アストロガンガー（マヤ、ブラスター104）

1973年
- 荒野の少年イサム
- ミクロイドS（アゲハ）

1974年
- 破裏拳ポリマー（紅サソリ）

1975年
- アンデス少年ペペロの冒険（ペペロ）

1977年
- 家なき子（バルブラン・ママ）

1978年
- 星の王子さま プチ・プランス（カレン）
- ルパン三世 (TV第2シリーズ)

1979年
- 赤毛のアン（ミス・ステイシー）
- アニメーション紀行 マルコ・ポーロの冒険（フローラ、コカチン姫）
- 銀河鉄道999（イローゼ）
- ザ☆ウルトラマン（治子）

1980年
- 闇の帝王 吸血鬼ドラキュラ（ドミニ）

1981年
- 名犬ジョリィ（ナレーション）

1989年
- チンプイ（春日百合〈ママ〉）
- ピーターパンの冒険（エリザベス・ダーリング）

1991年
- おにいさまへ…（御苑生奈々子の母）

1999年
- 週刊ストーリーランド（1999年 - 2000年、ナレーション、渡辺卓也の母、ナレーション）

2000年
- 名探偵コナン（2000年 - 2015年、緒方和子、宮野エレーナ〈初代〉）

2001年
- X -エックス-（皇家先代当主）

2002年
- 藍より青し（2002年 - 2003年、美幸繭の母） - 2シリーズ

2003年
- クレヨンしんちゃん（クローバー幼稚園の園長）
- 人間交差点（京子の母）

2004年
- 鉄人28号（第4作）（ナレーション、女将）

2005年
- 銀盤カレイドスコープ（三代雪絵）

2006年
- 金色のコルダ〜primo passo〜（柚木梓馬の祖母）

2009年
- ルパン三世VS名探偵コナン（サクラ女王）

2018年
- BORUTO-ボルト- -NARUTO NEXT GENERATIONS-（白蛇仙人）

### 劇場アニメ
1971年
- ヤスジのポルノラマ やっちまえ!!（ユキ子）

1979年
- 北極のムーシカミーシカ（マーチ）

1980年
- 家なき子（バルブラン・ママ）
- サイボーグ009 超銀河伝説（タマラ）

1983年
- ユニコ 魔法の島へ（西風）

1984年
- 忍者ハットリくん+パーマン 超能力ウォーズ（ユーリーの母）

1990年
- チンプイ エリさま活動大写真（ママ）

1994年
- 平成狸合戦ぽんぽこ

2000年
- ドラえもん のび太の太陽王伝説（女王）

2003年
- 名探偵コナン 迷宮の十字路（山倉多恵）

2007年
- 鉄人28号 白昼の残月（萱野月枝）

2016年
- なぜ生きる 蓮如上人と吉崎炎上（語り）

### OVA
- 華星夜曲（1989年、内田沙羅）
- 世界の光 親鸞聖人（1992年、ナレーション）
- ガラスの仮面（2007年、姫川歌子）

### ゲーム
- 名探偵ピカチュウ（2018年、ローズ・ミルトン）

### ドラマCD
- 最終神話戦争イデアオペラ オリジナルドラマCD 第1章 罅割れたミュトス（ヘラ）
- 最終神話戦争イデアオペラ オリジナルドラマCD 第2章 彷徨う冥界の扉（ヘラ）
- 最終神話戦争イデアオペラ オリジナルドラマCD 第3章 輝ける悠遠の女神（ヘラ）

### テレビドラマ
- テレビ指定席・シャルル四世（持田あゆみ）
- NHK劇場・花ひらくとき（三田村葉子/主人公の一人/異母姉妹の妹）
- 堂々たる夫婦
- 大岡政談 池田大助捕物帳 第33話・第46話
- おはなはん 第1話（女子学生・鈴木秋子）、第126話（小木曽葉子）
- 大都会 PARTII 第12話「人質射殺7・PM」（北村里子）
- 生徒諸君!（1980年放送版、北城未知子/主人公の母）
- 熱中時代 教師編 第2シリーズ 第23話「遺言と大食い競争」（静江）
- 山田太一ドラマスペシャル「まだそんなに老けてはいない」

### 人形劇
- 黒姫物語（共同映画）（黒姫）
- 新八犬伝（NHK）（伏姫ほか）
- 風の子ケーン（NHK教育）（ナレーション）
- こどもにんぎょう劇場（NHK教育）
  - 「おおかみと7匹のこやぎ」（子やぎ）
  - 「ぶんぶくちゃがま」
  - 「はまぐりひめこ」
  - 「月のうさぎ」（ナレーション、ウサギ）
  - 「ざしきわらし」
  - 「じゅげむじゅげむ」
  - 「きつねが笑う」
  - 「ゆきおんな」
  - 「つるのおんがえし」
  - 「ないたあかおに」
  - 「むくどりのゆめ」
  - 「山んじいとやじろう」
  - 「さるとかに」（子蟹）
  - 「げたの音」

### ラジオ番組
- ステレオ歌謡バラエティ（FM東京）木曜日担当
- さわやかTHIS WAY（Inter FMほか）

### ラジオドラマ
- むさしの風雲録（NHKラジオ第1）
- ラジオ朗読版「歎異抄をひらく」（文化放送ほか）

### CM
- カメリアダイアモンド
- イギン

### 司会

#### 情報・ワイドショー番組
| 期間       | 期間      | 番組名                         | 備考                                                                                              |
| ---------- | --------- | ------------------------------ | ------------------------------------------------------------------------------------------------- |
| 時期不明   | 時期不明  | モーニングショー（テレビ朝日） | 出産のため途中降板                                                                                |
| 1977年10月 | 1979年3月 | ハーイ!2時です（テレビ東京）   | 月・木・金曜日が同局、火曜日が近畿放送テレビ（現：KBS京都）、水曜日がサンテレビの製作形式にて放送 |
| 1980年4月  | 1980年6月 | ミスターサンデー（TBS）        | 森山周一郎とともにニュースキャスターを務めた                                                      |

#### その他
- 歌のメリーゴーラウンド（NHK）1960年代中盤の子供向け音楽番組
- フランキーの味覚サロン（テレビ朝日）料理を交えたトーク番組で男性司会者はフランキー堺
- 人間が大好きだ（テレビ東京）男性司会者は渡辺文雄

### その他コンテンツ
- どろろ（パイロット版）（どろろ）
- 1980年代のTBSの愛川欽也の昼のテレビバラエティ（コントに出演）
- クイズダービー 野沢那智とペアを組んで出演、納谷悟朗とペアを組んで出演
- 中学校特別シリーズ 理科 第2分野（ナレーション）
- アークエとガッチンポー キャスティングマネージャー（日台合作のテレビアニメ、本人自身の出演は無し）
- 知ってるつもり?!（ナレーション）
- 11PM（リポーター、1960年代）